# Piroklastični material
Piroklastični material oz. piroklasti so trdi delci, ki jih ognjenik izbruha v zrak. Beseda izhaja iz grščine (pyros = ogenj). Ko izbruhne ognjenik andezitne sestave in raznese čep strjene magme v žrelu, letijo zdrobljeni koščki lave - piroklasti daleč naokrog.
Večjim kosom, ki imajo premer 32 mm - 1 m, pravimo vulkanske bombe. Nekatere imajo razpokano površino in so podobne hlebčkom kruha, druge pa so gladke kot topovske krogle. Manjšim delcem pravimo lapili.
Iz manjših in večjih delcev (»vulkanskega prahu«), ki se odlagajo na površje, nastane sčasoma kamnina tuf.